# Bylnice (stacja kolejowa)
Bylnice – stacja kolejowa w miejscowości Brumov-Bylnice, w kraju zlińskim, w Czechach. Znajduje się na wysokości 305 m n.p.m.
Na stacji istnieje możliwość zakupu biletów i rezerwacji miejsc. 

## Linie kolejowe
- 283 Horní Lideč - Bylnice
- 341 Staré Město u Uh.Hradiště - Vlárský průsmyk